# Battaglia di Capo Spada
La battaglia di Capo Spada fu una battaglia navale della seconda guerra mondiale combattuta nel Mar Mediterraneo al largo di Capo Spada (la punta nord occidentale di Creta) il 19 luglio 1940 tra unità della Regia Marina contro unità della Royal Navy e della Royal Australian Navy.

## Scontro a Creta
Mentre non si era ancora spento l'eco della battaglia di Punta Stilo, Supermarina (il comando supremo della Regia Marina) decise di contrastare il traffico marittimo inglese nel Mar Egeo inviando due incrociatori leggeri a Portolago, isola di Lero, nelle Sporadi meridionali. Le unità erano gli incrociatori leggeri Bartolomeo Colleoni e Giovanni delle Bande Nere, della classe Condottieri da 5200-6570 t, al comando dell'ammiraglio di divisione Ferdinando Casardi, e costituenti la II Divisione Incrociatori.
Alle 21 del 17 luglio i due incrociatori lasciarono il loro ormeggio di Tripoli e la mattina seguente anche una formazione britannica salpò da Alessandria d'Egitto per dirigersi verso l'Egeo. La task force inglese era articolata in due gruppi agli ordini del capitano di vascello John Augustine Collins: il primo, comandato dallo stesso Collins, comprendeva l'incrociatore leggero australiano HMAS Sydney e il cacciatorpediniere Havock, con il compito di pattugliare le acque del Golfo di Atene; il secondo gruppo, al comando del capitano di vascello Nicholson, era costituito dai quattro cacciatorpediniere della 2nd Destroyer Flotilla, incaricati di un pattugliamento antisommergibili nelle acque del Canale di Caso, a est di Creta, in previsione del passaggio di due convogli britannici, uno dei quali, segnalato dai servizi segreti italiani a Istanbul era il motivo per cui si erano mossi gli incrociatori della Regia Marina.
Nella stessa giornata del 18 luglio, Supermarina aveva comunicato al Comando Aeronautica dell'Egeo a Rodi di effettuare ricognizioni sul Canale di Cerigotto, per garantire agli incrociatori di Casardi copertura aerea durante la navigazione. Il comando aveva a disposizione a Rodi due Gruppi da Bombardamento con una ventina di trimotori Savoia-Marchetti S.M.81, la 163ª Squadriglia Caccia Terrestre con undici biplani Fiat C.R.32 e nove Fiat C.R.42 e la 161ª Squadriglia Autonoma Caccia Marittima con sette idrovolanti IMAM Ro.44. I Ro.44 pattugliarono la zona loro assegnata senza avvistare alcuna unità nemica.
All'alba del giorno seguente, gli incrociatori italiani erano in navigazione a 25 nodi con rotta a 75° quando, alle 6:17, le vedette del Bande Nere scorsero i profili dei cacciatorpediniere di Nicholson. Le navi di Casardi aprirono il fuoco contro quelle inglesi da 17500 m alle 6:27, mentre navigavano a 30 nodi. I cacciatorpediniere inglesi abbandonarono la ricerca dei sommergibili e puntarono verso nord, a 35 nodi, per congiungersi con l'incrociatore Sydney e con il cacciatorpediniere Havock. Casardi ignorava la presenza delle altre due unità e, d'altra parte, non aveva ritenuto necessario lanciare i propri idrovolanti da ricognizione IMAM Ro.43. Collins non rispose al messaggio di Nicholson ma, in totale silenzio radio, fece rotta verso sudovest a 35 nodi, per andare incontro alle navi di Casardi. Alle 6:32 i cacciatorpediniere di Nicholson lanciarono alcuni siluri, senza esito, ma con il risultato di costringere le navi italiane a manovre evasive, con le quali la distanza tra le due formazioni salì da 18000 a 24000 m. A questo punto Casardi decise di stringere i tempi e fece aumentare la velocità a 32 nodi, accostando a 60°. I cannonieri ripresero il fuoco, ma una certa inesperienza dei telemetristi unita alle cattive condizioni di visibilità e al mare agitato fecero andare tutte le salve a vuoto. Alle 7:05 le artiglierie tacquero, mentre l'inseguimento continuava.
Alle 7:22 il comandante italiano chiese l'intervento dei bombardieri da Rodi (21 S.M.79 del XXXIV Gruppo del Magg. Vittorio Cannaviello, del XLI Gruppo del Magg. Raina e del XLII Gruppo del Magg. Ademaro Nicoletti Altimari del 12º Stormo dell'Aeroporto di Gadurrà e 6 S.M.81 del 39º Stormo del Col. Mari dell'Aeroporto di Rodi-Marizza che lanciarono 200 bombe da 100 kg alle 11:30 contro le navi inglesi danneggiando il cacciatorpediniere Havock). Alle 7:30 del 19 luglio 1940 i due incrociatori leggeri italiani furono inquadrati dalla prima salva del Sydney, sparata da 18300 m, mentre l'Havock e gli altri quattro cacciatorpediniere manovrarono per portarsi all'attacco. Il Bande Nere venne subito colpito da un proiettile da 152 mm nell'aviorimessa, che uccise quattro uomini e ne ferì altrettanti. Il mare era agitato e le unità italiane non riuscirono a dirigere il tiro con precisione: soltanto una loro cannonata colpì il fumaiolo anteriore dell'incrociatore australiano, ferendo un marinaio.
Gli incrociatori leggeri classe Condottieri erano soprannominati "gli incrociatori di carta", in quanto la loro protezione era scarsissima, a tutto vantaggio di un'alta velocità massima, per cui a distanza ravvicinata anche i colpi dei cacciatorpediniere nemici potevano diventare micidiali. Di conseguenza Casardi ordinò di fare fumo e di ritirarsi. Alle 7:46, visto che il fuoco inglese era diventato più impreciso a causa della distanza, la cortina fumogena venne sospesa. Alle 8:00 il contrammiraglio Casardi ordinò alle sue navi di virare verso sudovest, mentre tutte le navi inglesi cercavano di tagliare loro la strada. Quando le unità nemiche uscirono dalla nebbia, gli ufficiali italiani si resero conto che avevano di fronte un solo incrociatore: lo scontro di artiglieria riprese. Alle 8:10 le navi italiane si trovavano al largo di Capo Spada, a nord di Creta, in acque sempre agitate, e alle 8:18 dovettero accostare per evitare l'isolotto di Agria, di fronte a Capo Busa. Alle 8:24 il Colleoni venne colpito all'apparato motore ed ebbe il timone fuori uso; subito dopo, alle 8:25, un secondo colpo centrò la sala macchine, per cui la nave rimase immobilizzata e priva di energia elettrica per il puntamento delle torri. L'equipaggio dell'incrociatore continuò a combattere con i cannoni da 100 mm, che disponevano di puntamento manuale d'emergenza, ma alle 8:29 da Ilex e Hyperion furono lanciati alcuni siluri, uno dei quali tranciò di netto la prua del Colleoni; subito dopo altri due siluri colpirono la fiancata destra e la nave cominciò a piegarsi e capovolgersi: affondò alle 8:40.
In quel momento apparve sul teatro dello scontro un Ro.44 italiano, che comunicò la situazione alla base di Lero. Alle 8:50 il Bande Nere venne colpito da un proiettile che esplose sottocoperta, a prua, uccidendo quattro marinai e ferendone dodici. Poco dopo la velocità dovette essere ridotta a 29 nodi, a causa del surriscaldamento di una caldaia ma alle 9:15 la potenza dell'apparato motore fu in qualche modo ripristinata e la velocità poté risalire a 32 nodi. Lo scambio di colpi fra il Bande Nere e il Sydney era andato avanti e la nave australiana aveva quasi esaurito le munizioni: alle 9:26 cessò il fuoco e si ritirò a Creta mentre il Bande Nere faceva rotta verso Bengasi, in Libia, dove arrivò la sera del 20 luglio.
I cacciatorpediniere Havock, Hyperion e Ilex continuarono a incrociare nelle acque dello scontro, riuscendo a salvare 525 (545 secondo altri) naufraghi italiani del Colleoni, tra i quali il comandante, capitano di vascello Umberto Novaro (che in seguito morirà per le ferite riportate). Quattro ufficiali, 17 sottufficiali e 100 marinai non poterono essere salvati. Quando già la battaglia era terminata e gli inglesi avevano soccorso la maggior parte dei naufraghi, alle 11:30 giunsero degli S.M.81 italiani, che danneggiarono il cacciatorpediniere Havock con una bomba che ne colpì la caldaia, senza esplodere (che in seguito rimase 2 mesi in manutenzione a Porto Said).
La battaglia ebbe il suo epilogo con due successive incursioni effettuate alle 17:00 e alle 18:30 dall'Aeronautica dell'Egeo, senza alcun ulteriore danno per gli inglesi. A seguito di quest'azione i capitani Collins e Nicholson furono decorati (Collins ricevette il titolo di Compagno Cavaliere dell'Ordine del Bagno), mentre il capitano Novaro, sepolto con gli onori militari, ebbe la Medaglia d'Oro alla memoria.

## Polemiche e considerazioni
Come tutte le battaglie navali cui prese parte la Regia Marina, anche quella di Capo Spada suscitò polemiche. In effetti, gli incrociatori leggeri della classe Condottieri non erano certo tra le migliori unità italiane ma, d'altra parte, anche se avessero avuto una corazzatura più efficace non avrebbero certamente potuto reggere a tre siluri a segno.
Anche in questa battaglia l'intervento aereo fu tardivo e inefficace ma, anche se intere formazioni dei moderni CANT Z.1007 fossero state sul teatro di scontro, va ricordato che gli effetti del bombardamento in volo orizzontale contro le navi erano sempre stati scarsi e risultati di rilievo si sarebbero potuti ottenere solo con i bombardieri in picchiata o gli aerosiluranti, non disponibili da parte italiana.
Più in generale, anche in questa battaglia si dimostrò che qualità balistiche dei cannoni, caratteristiche delle munizioni, prestazioni dei sistemi di direzione del tiro e addestramento di cannonieri e telemetristi si ponevano in media ad un livello più basso di quello degli inglesi: le artiglierie della Royal Navy in genere riuscivano a mandare più colpi a segno di quelle della Regia Marina.

## Ordine di battaglia
| Regia Marina | Regia Marina | Royal Navy e Royal Australian Navy | Royal Navy e Royal Australian Navy |
| ------------ | --- | ---------------------------------- | --- |
|              | II Divisione Incrociatori Ammiraglio di divisione Ferdinando Casardi Incrociatori leggeri: - Giovanni delle Bande Nere (ammiraglia ) - Bartolomeo Colleoni (affondato), capitano di vascello Umberto Novaro (deceduto per le ferite riportate) |                                    | Capitano di vascello John Collins - Incrociatore leggero HMAS Sydney (danneggiato) - Cacciatorpediniere HMS Havock (danneggiato) 2nd Destroyer Flotilla Capitano di fregata Nicholson Cacciatorpediniere: - HMS Hasty - HMS Hero - HMS Hyperion - HMS Ilex |